# 小口武彦
小口 武彦（おぐち たけひこ、1925年4月7日 - 2006年12月30日）は、日本の物理学者。元日本物理学会会長。長野県岡谷市出身。

## 来歴
- 昭和22年（1947年） - 東京帝国大学物理学科卒業
- 昭和23年（1948年） - 東京工業大学助手
- 昭和25年（1950年） - 同講師
- 昭和29年（1954年） - 同助教授
- 昭和32年（1957年） - ピッツバーグ大学留学
- 昭和37年（1962年） - カーネギー工科大学留学
- 昭和40年（1965年） - 旧東京都立大学教授
- 昭和45年（1970年） - 東京工業大学教授
- 昭和61年（1986年） - 長岡技術科学大学教授

## 著書
- 「磁性体の統計理論」 裳華房 1970年
- 「物理学選書 12 磁性体の統計理論 磯性体の統計理論」 裳華房 1975年
- 「現象の数学 1 基礎への再認識・ベクトル解析複素・関数の応用」 アグネ 1982年
- 「物理学 A 力学」 槙書店 1984年
- 「物理学 B 電磁気学」 槙書店 1984年
- 「物理学 C 波動・熱学」 槙書店 1984年
- 「物理学 D 原子物理学」 槙書店 1985年
- 「物理学A・B・C・D演習」 槙書店 1986年